# 1710.
1710. je drugo desetletje v 18. stoletju med letoma 1710 in 1719. 